# Koprophilie
| Fetischismus |                     |
| ICD-10-Code: | F65.8 (Koprolagnie) |
| DSM IV-Code: | 302.9               |

Mit der Koprophilie (von altgriechisch κόπρος kopros „Mist, Dünger, Kot“ und -philie) bezeichnet man den sexuellen Lustgewinn durch menschlichen Kot bzw. dessen Ausscheidung.
Gängige Bezeichnungen bzw. Codes für Koprophilie sind (Natur-)Kaviar (Abk. KV), Scat (englisch, aus dem Griechischen), Schokolade, Nutella oder Nougat.
Die Erregung entsteht dabei beispielsweise durch das Beobachten des Ausscheidungsvorgangs (Stuhlgang), den Anblick von Kot oder auch durch direkten Körperkontakt. Auch das Aufhalten des Stuhlgangs bis zum Kontrollverlust und die dadurch entstehenden Gefühle können zum Lustgewinn führen. Solche Kotspiele können rein auto-erotisch oder mit einem Partner praktiziert werden. Der eigene oder fremde Kot wird dabei häufig auf dem eigenen oder fremden Körper verschmiert.
Diese Neigung kann für einige Menschen auch bis zur Koprophagie, dem Essen der Exkremente, reichen. Aufgrund der Bakterien- und Pilzkonzentration im Stuhl birgt diese Sexualpraktik besonders für Menschen mit geschwächtem Immunsystem ein gesundheitliches Risiko.
Koprophilie wird als ein von der Norm abweichendes Sexualverhalten gewertet. Daten über die Häufigkeit koprophiler Neigungen sind kaum bekannt. Koprophile Pornos, scat porns, bilden eine stabile Marktnische im Porno-Angebot. Obwohl eine gewisse Verbindung zu Urin-Spielen besteht, ist eine Neigung zur Urophilie nicht zwangsläufig, und Urophile interessieren sich in der Regel nicht für Kot-Spiele. 
Zu unterscheiden von sexueller oder im weitesten Sinne krankhafter Koprophilie sind beispielsweise pädagogische oder literarische Beschreibungen (z. B. in Gargantua und Pantagruel von Rabelais).

## Kulturelle Rezeption
- Ein bekanntes Werk mit längeren koprophilen Passagen sind die 120 Tage von Sodom des Marquis De Sade. Auch Till Eulenspiegel verwendet im Rahmen des Schwanks Kot und Koprophagie. De Sades Buch wurde 1975 von Pier Paolo Pasolini unter dem Namen Salò o le 120 giornate di Sodoma verfilmt. Auch der Film enthält dementsprechend einige koprophile Passagen, die ihm teils heftige Kritik einbrachten.
- Im Jahr 2007 erreichte ein veröffentlichter Film-Trailer der kommerziellen koprophilen Produktion 2 Girls 1 Cup (Hungry Bitches) eine erhöhte Bekanntheit im Internet. Eine wichtige Rolle hierbei spielten zahlreiche so genannte Reaktionsvideos, in denen sich Menschen, die dieses Video betrachten und wohl größtenteils zum ersten Mal mit Koprophilie in Kontakt kommen, selbst filmen oder gefilmt werden. Entsprechende Kurzfilme bilden die eigentliche Basis dieses Medienrummels und finden sich vielfach bei Videoportalen im Internet.[2]

Die österreichische Pornodarstellerin Veronica Moser galt als bekannteste Darstellerin dieser Art von Pornographie weltweit.